# Collegio plurinominale Puglia - 03 (2020)
Il collegio elettorale plurinominale Puglia - 03 è un collegio elettorale plurinominale della Repubblica italiana per l'elezione della Camera dei deputati.

## Territorio
Come previsto dalla legge n. 51 del 27 maggio 2019, il collegio è stato definito tramite decreto legislativo all'interno della circoscrizione Puglia.
Il collegio comprende la zona definita dai due collegi uninominali Puglia - 06 (Altamura) e Puglia - 08 (Taranto) quindi dalla provincia di Taranto e da 15 comuni dell'entroterra della città metropolitana di Bari.

## XIX legislatura

### Risultati elettorali
|                               | Fratelli d'Italia                                       | 96 050  | 24,12 | 1 | 168 781 | 42,38 | 2 |  |  |
|                               | Forza Italia                                            | 49 619  | 12,46 | 1 | 168 781 | 42,38 | 2 |  |  |
|                               | Lega per Salvini Premier                                | 17 711  | 4,45  | – | 168 781 | 42,38 | 2 |  |  |
|                               | Noi Moderati                                            | 5 401   | 1,36  | – | 168 781 | 42,38 | 2 |  |  |
|                               | Movimento 5 Stelle                                      | 108 346 | 27,20 | 1 | 108 346 | 27,20 | – |  |  |
|                               | Partito Democratico - Italia Democratica e Progressista | 63 954  | 16,06 | 1 | 84 154  | 21,13 | – |  |  |
|                               | Alleanza Verdi e Sinistra                               | 11 165  | 2,80  | – | 84 154  | 21,13 | – |  |  |
|                               | +Europa                                                 | 6 388   | 1,60  | – | 84 154  | 21,13 | – |  |  |
|                               | Impegno Civico – Centro Democratico                     | 2 647   | 0,66  | – | 84 154  | 21,13 | – |  |  |
|                               | Azione - Italia Viva                                    | 19 801  | 4,97  | – | 19 801  | 4,97  | – |  |  |
|                               | Italexit                                                | 7 427   | 1,86  | – | 7 427   | 1,86  | – |  |  |
|                               | Italia Sovrana e Popolare                               | 5 124   | 1,29  | – | 5 124   | 1,29  | – |  |  |
|                               | Unione Popolare                                         | 4 628   | 1,16  | – | 4 628   | 1,16  | – |  |  |
| Totale                        | Totale                                                  | 398 261 | 100   | 4 | 398 261 | 100   | 2 |  |  |
|                               |                                                         |         |       |   |         |       |   |  |  |
| Voti non validi               | Voti non validi                                         | 18 506  | 4,44  |   |         |       |   |  |  |
| Votanti                       | Votanti                                                 | 416 767 | 57,95 |   |         |       |   |  |  |
| Elettori                      | Elettori                                                | 719 226 |       |   |         |       |   |  |  |
|                               |                                                         |         |       |   |         |       |   |  |  |
| Data: 25 settembre 2022       |                                                         |         |       |   |         |       |   |  |  |
| Fonte: Ministero dell'interno |                                                         |         |       |   |         |       |   |  |  |

### Eletti

#### Eletti nei collegi uninominali
Eletti nella coalizione di centro-destra (FdI - Lega - FI - NM)
| Collegio uninominale | Eletto | Eletto        | Partito           |
| -------------------- | ------ | ------------- | ----------------- |
| 6. Altamura          |        | Rossano Sasso | Lega              |
| 8. Taranto           |        | Dario Iaia    | Fratelli d'Italia |

#### Eletti nella quota proporzionale
| Movimento 5 Stelle | Fratelli d'Italia       | Partito Democratico-IDP | Forza Italia  |
| ------------------ | ----------------------- | ----------------------- | ------------- |
|                    |                         |                         |               |
| Pasqua L'Abbate    | Luigi Giovanni Maiorano | Ubaldo Pagano           | Vito De Palma |